# Pseudokawia
Pseudokawia (Galea) – rodzaj ssaków z podrodziny kawi (Caviinae) w obrębie rodziny kawiowatych (Caviidae).

## Rozmieszczenie geograficzne
Rodzaj obejmuje gatunki występujące w Ameryce Południowej (Brazylia, Peru, Boliwia, Chile, Paragwaj i Argentynie).

## Morfologia
Długość ciała 198–243 mm, długość tylnej stopy 39–51 mm, długość ucha 18–26 mm; masa ciała 150–520 g.

## Systematyka
Rodzaj zdefiniował w 1832 roku pruski botanik, lichenolog i zoolog Franz Meyen w artykule poświęconym wkładowi do zoologii, zebranym podczas podróży dookoła świata, opublikowanym w czasopiśmie Nova acta physico-medica Academiae Caesareae Leopoldino-Carolinae Naturae Curiosum. Gatunkiem typowym jest (oznaczenie monotypowe) pseudokawia łasicowata (G. musteloides).

### Etymologia
- Galea (Gelea): gr. γαλεή galeē (również: γαλή galē) ‘łasica’[9].
- Galecavia: zbitka wyrazowa nazw rodzajów: Galea Meyen, 1832 (pseudokawia) oraz Cavia Pallas, 1776 (kawia)[3].

### Podział systematyczny
W konsekwencji badań filogenetycznych przedstawicieli rodzaju Galea (Dunnum & Jorge Salazar-Bravo, 2010) opisywany jako odrębny klad G. monasteriensis został uznany za synonim G. musteloides; w takim ujęciu do rodzaju należą następujące występujące współcześnie gatunki:
| Grafika | Gatunek             | Autor i rok opisu  | Nazwa zwyczajowa        | Podgatunki         | Rozmieszczenie geograficzne                                                                                                  | Podstawowe wymiary              | Status IUCN |
| ------- | ------------------- | ------------------ | ----------------------- | ------------------ | --- | ------------------------------- | ----------- |
|         | Galea spixii        | (Wagler, 1831)     | pseudokawia brazylijska | 3 podgatunki       | endemit Brazylii (na południe do północno-zachodniego Minas Gerais, zachodnie granice zasięgu nieokreślone)                  | DC: 22–23 cm MC: około 400 g    | LC          |
|         | Galea flavidens     | (Brandt, 1835)     | pseudokawia żółtozębna  | gatunek monotypowy | endemit Brazylii (Park Narodowy Chapada dos Veadeiros (Goiás); granice zasięgu słabo określone                               | DC: 20–23 cm MC: 150–330 g      | LC          |
|         | Galea musteloides   | Meyen, 1833        | pseudokawia łasicowata  | 3 podgatunki       | andyjskie Altiplano w południowo-wschodnim Peru, Boliwii i północnym Chile                                                   | DC: brak danych MC: brak danych | DD          |
|         | Galea comes         | O. Thomas, 1919    |                         | gatunek monotypowy | Andy w południowej Boliwii (Tarija) i północno-zachodnia Argentyna Jujuy)                                                    | DC: około 24 cm MC: brak danych | DD          |
|         | Galea leucoblephara | (Burmeister, 1861) |                         | 3 podgatunki       | środkowa i południowa Boliwia, zachodni Paragwaj i Argentyna (na południe do przybrzeżnego Buenos Aires i północnego Chubut) | DC: 19,8–23 cm MC: 180–280 g    | LC          |

Kategorie IUCN:  LC  – gatunek najmniejszej troski,  DD  – gatunki o nieokreślonym stopniu zagrożenia.
Opisano również gatunek wymarły z plejstocenu dzisiejszego Urugwaju:
- Galea ortodonta Ubilla & Rinderknecht, 2001